# Garai Erzsébet
Garai Erzsébet (Budapest, 1920. január 22. – Budapest, 2016. január 1.) magyar filmtörténész, filmesztéta, szerkesztő, irodalomtörténész.

## Életpályája
Budapesten született, értelmiségi szülők (apja Garamvölgyi Emil, anyja Klein Klára) gyermekeként. Szülei a második világháború alatt a holokauszt áldozataivá estek. A fiatal Garai Erzsébetet a nála két évvel fiatalabb Kolonits Ilona, a későbbi dokumentumfilm-rendező és családja mentette meg és egy életre szólóan befogadta.
Az Eötvös Loránd Tudományegyetem elvégzése után az Iparművészeti Főiskola (ma Moholy-Nagy Művészeti Egyetem) történelem szakán tanársegédkent kezdte pályáját. Egyidejűleg filmtörténeti kutatást végzett a Movi Híradó- és Dokumentumfilm Stúdiójában, "A Dokumentum film és valóság" címmel írta tudományos dolgozatát 1966-ban, ezzel a tudományok kandidátusa címet érve el.
1967-től a Magyar Tudományos Akadémia tagja, Kolonits Ilonával és Bíró Yvettel együtt a filmművészettörténet első három magyar női kandidátusának egyike. A Híradó és Dokumentum Filmgyár igazgatója, A Magyar Nemzeti Digitális Archívum és Filmintézet munkatársa, majd igazgatója, az intézet szaklapjának a Filmkultúrának szerkesztőbizottsági tagja, 1974-től 1979-ig főszerkesztője. Cikkei és tanulmányai a Magyar Tudományos Akadémia és a Magyar Nemzeti Digitális Archívum és Filmintézet kiadványaiban és számos magyar filmművészeti folyóiratban jelentek meg.
Elhunyt Budapesten, 2016. január 1-én.

## Fontosabb munkái
- A Dokumentum film és valóság (1966)
- Emberábrázolás a dokumentumfilm eszközeivel (1967)
- A magyar dokumentumfilm története (1969)
- A magyar film a Tanácsköztársaság idején (szerk., 1969)
- A magyar film a Tanácsköztársaság idején; sajtó alá rend., szerk., bev. Garai Erzsi; Magyar Filmtudományi Intézet és Filmarchívum, Bp., 1969 (Filmművészeti könyvtár)[7]